# Remo Carlotto
Remo Gerardo Carlotto (La Plata, 21 de diciembre de 1962) es un activista por los derechos humanos y político argentino, que se desempeñó como diputado nacional por la provincia de Buenos Aires entre 2009 y 2017 por el Frente para la Victoria, entre otros cargos.

## Biografía
Nacido en La Plata en 1962, es hijo de la fundadora de la Abuelas de Playa de Mayo, Estela de Carlotto. De esta manera, sus primeros trabajos se dieron en el marco de aquella asociación, llegando a coordinador del área de investigación entre 1995 y 2003. Su carrera política comenzó con su designación como secretario de Derechos Humanos de la provincia de Buenos Aires por parte del gobernador Felipe Solá en agosto de 2003, desempeñando el cargo hasta diciembre de 2005.
Por otra parte, se desempeñó como representante de organismos de derechos humanos para proyectos como la ley 24.441, que otorgaba beneficios a las víctimas de detenidos y desaparecidos durante la dictadura autodenominada «Proceso de Reorganización Nacional». También representó a la organización de las Abuelas de Plaza de Mayo ante la organización Memoria Abierta y se desempeñó coordinador de investigación de la Comisión Nacional por el Derecho a la Identidad (2000-2003) y de la Comisión Provincial por la Memoria de la provincia de Buenos Aires (2001).
Fue elegido diputado nacional por la provincia de Buenos Aires, en la lista del Frente para la Victoria, en las elecciones legislativas de 2009, siendo reelegido para un segundo mandato en las elecciones legislativas de 2013. Durante su desempeño en la Cámara, fue titular de la comisión de Derechos Humanos y Garantías. También presidió la comisión de Libertad de Expresión y fue vocal en las comisiones de Asuntos Constitucionales; de Legislación Penal; y de Relaciones Exteriores y Culto. En junio de 2016, junto con otros diputados del Movimiento Evita, abandonaron el bloque del Frente para la Victoria y conformaron el bloque «Peronismo para la Victoria» encabezado por Leonardo Grosso.
En febrero de 2021, el presidente Alberto Fernández lo designó representante internacional de Argentina en cuestiones de derechos humanos, en el Ministerio de Relaciones Exteriores, Comercio Internacional y Culto de la Nación, con rango de embajador.